# Ґітін Фунакосі
Ґітін Фунакосі або Ґічін Фунакоші (яп. 船越義珍, нар. 24 квітня 1868— пом. 26 квітня 1957) — майстер карате з Окінави, який перший широко познайомив тогочасних японців з цим бойовим мистецтвом. Почав популяризувати карате в Японії з 1921 року. Є засновником одного з найпоширеніших стилів карате — Шотокан. Вважається родоначальником сучасного японського карате.

## Біографія
Ґітін Фунакосі народився 10 листопада 1868 року в районі Ямакава-Се міста Сюрі. Ямакава-Се розташовувалася на пагорбах із західного боку від замку Сюрі. Це було типове призамкове поселення, в якому проживало кілька сотень жителів.
Він походив зі шляхетної родини, яка належала до стану сидзоку.
Батько, Томінокосі Ґісу, і дядько Ґитіна вважалися майстрами бодзюцу. Ґітін Фунакосі писав в «Карате-до-нюмон» («Карате-до: мій спосіб життя»): «Мій батько був високим і красивим чоловіком. Він був майстром бодзюцу, добре співав і танцював. (Відомо, що окинавский майстер Суейосі Дзіно (Sueyoshi Jino, 1846-1920 рр.) навчався бодзюцу в дядька Ґитіна). Він займав невелику посаду, але коли втратив роботу, поступово розтратив весь стан свого батька — мого діда Гіфуку. Мій дід Гіфуку був людиною глибоко освіченою». Ґітін ріс під наглядом діда, Томінокосі Ґіфу, який був знавцем китайської та японської класичної літератури, майстром каліграфії, віршування, адептом конфуціанського вчення.
Гітін у дитинстві не відрізнявся гарним здоров'ям. У «Карате-до-нюмон» він писав: «Як більшість моїх однолітків, я захоплювався окинавськой боротьбою те-гумі (手組, Tegumi). Але оскільки в дитинстві я був фізично дуже слабким, то часто програвав і засмучувався з цього приводу».
Лікар, який лікував хлопчика різними трав'яними засобами, рекомендував в цілях зміцнення його здоров'я займатися тоте, як тоді власне і називалося карате на Окінаві. У «Карате-до-нюмон» Ґітін Фунакосі пише: «Від одного мого однокласника я дізнався, що його батько майстер тоте. І я попросив свого батька дозволити мені займатися у нього. Батько погодився, сподіваючись, що це зміцнить моє здоров'я. Так, у віці 15 років, я прийшов до майстра Адзато, одного з найбільш знаменитих майстрів Сьорін-рю».
Так Ґітін Фунакосі почав вивчати популярний в той час на Окінаві стиль карате Сьорін-рю, а потім і Сьорей-рю.
У 1916 р. майстер Фунакосі, серед інших майстрів, отримав запрошення від Дай-Ніппон-Бутоку-Кай продемонструвати тоте на Фестивалі бойових мистецтв Бу-дзюцу-Сенмон-Гако. Це була перша офіційна демонстрація карате в Японії.
13 лютого 1918 року утворена асоціація Окінава-Тоде-Кен-Кю-Кай (Okinawa-Tode-Ken-Kyu-Kai, Окінавская асоціація вивчення тоте), що об'єднувала для спільних практик та обміну досвідом майстрів Кіян Тьотоку, Сімпан Сірома, Мабуні Кенва, Мотобу Теті.
У 1921 р. Фунакосі залишив роботу в школі вчителем. За порадою директора громадської бібліотеки Соко Макайна і головного редактора газети «Окінава Таймс», він заснував Окинавське товариство сприяння студентам. У тому ж 1921 році, майстер Фунакосі організував Окінава-Сьобу-Кай (Okinawa-Shobu-Kai - Окінавська асоціація духу бойових мистецтв) і став її головою. До асоціації також увійшли майстри Тьосин Тібана, Токуда Амбун, Осіро Тьодо, Токумура Сейтьо і Ісікава Хороку.
У 1921 році, майстер Мотобу Течи переїхав на Хонсю в Осаку. Він став першим майстром, які переїхали в  Японію з метою поширення тоте.
Ґітін Фунакосі демонстрував комплекси формальних вправ ката і навчав техніці карате. Практичне застосування карате міг довести в сутичці з будь-яким суперником чудовий боєць Мотобу Течи. Але Мотобу не знав японської мови, і пропаганда і поширення окинавского  бойового мистецтва в Японії були організовані саме Ґітіном Фунакосі.
У 1936 році Фунакосі побудував перше додзьо в Токіо. Саме Фунакосі змінив сенс назви карате, яке раніше означало «китайська рука», або, точніше, «Рука  династії Тан» на «порожня рука», скориставшись тим, що два цих слова звучать однаково , але мають різне написання.

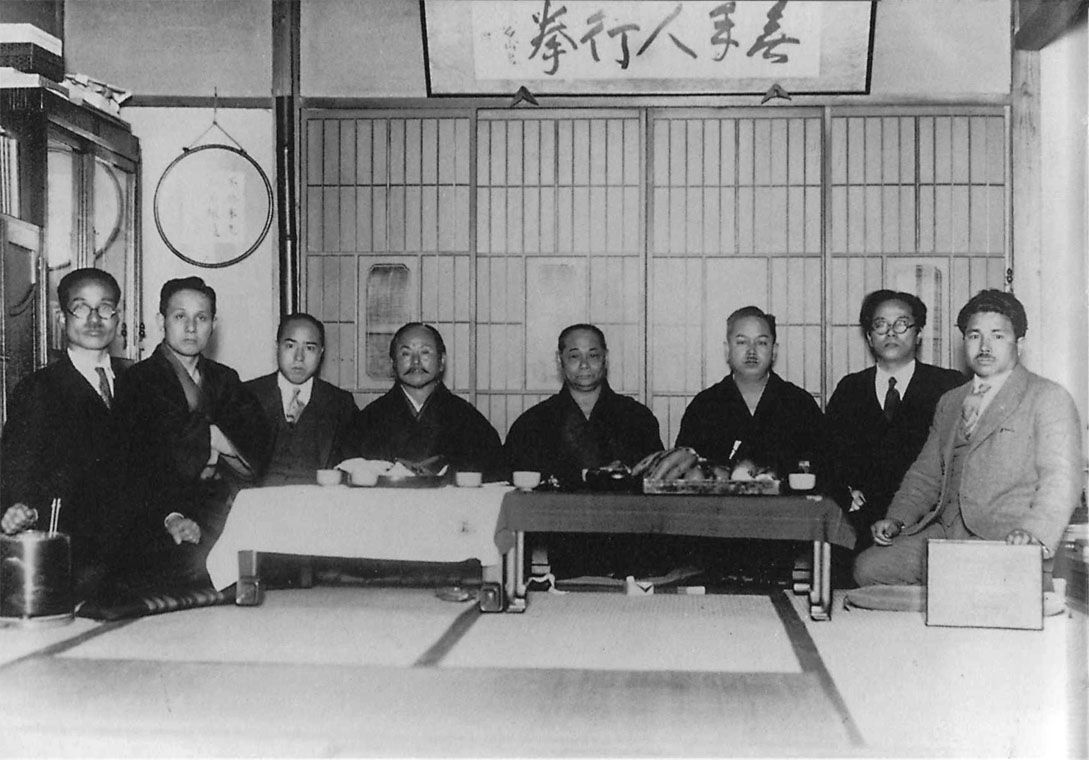
Майстри карате в Токіо 30-ті роки

У 1936 р, як вже зазначалося вище, Фунакосі відкрив свою школу, свій центр, який отримав назву Сьотокан. Переступаючи поріг нового будинку, Г. Фунакоші відкрив нову еру в розвитку сучасного карате-до, а самому йому вже було близько 70 років. У нове додзьо приходило все більше і більше учнів, які займалися під девізом: "На Вітчизни і Імператора благо". Охочих уже було так багато, що Маківари (пристосування у вигляді вертикально стоїть дошки з амортизуючої подушкою для нанесення ударів) для вправ доводилося встановлювати на вулиці прямо перед додзс, а гуркіт ударів лунав допізна.
Ґітін Фунакосі велику увагу приділяв ритуалу, суворому дотриманню норм і встановленим правилам. Це разом із заміною окинавских термінів японськими і замовчуванням китайських коренів карате мало на меті зробити карате складовою частиною будо, пронизаного японським національним духом, заснованої на самурайської культуру та традиції.
Під впливом засновника дзюдо майстри  Дзігоро Кано, Фунакосі ввів нову назву: карате-до - «Шлях карате» і вимагав відтепер називати свій стиль саме так. Тим самим він підкреслював той факт, що карате-до є не тільки  бойовим мистецтвом, але і, за аналогією з дзюдо, системою фізичного і духовного виховання.
Після  Другої світової війни, Фунакосі навчав учнів (здебільшого складаються зі студентів університету), розвивав і надалі формалізував свій власний стиль карате.
Свій стиль Фунакосі назвав Сьотокан, як похідне від свого літературного псевдоніма, Сето ( «вітер серед сосен»), і морфеми кан, що означає «будинок». Є також і такі переклади назви Сьотокан: «будинок колишащіхся сосен» або «зал сосни і моря».
Через деякий час, в 1955 році була утворена Японська асоціація карате (JKA), яка формально мала старшим інструктором Гитіна Фунакосі, проте сам Фунакосі віддалився від участі в цій організації, так як не підтримував зміни в карате, які перетворили бойове мистецтво в здебільшого спортивне єдиноборство. Велику роль в модернізації карате зіграв син засновника японського карате, Есітака Фунакосі, який ввів удари ногою вище пояса, додавши тим самим видовищності та спортивної спрямованості.
Майстер Фунакосі був активний до кінця своїх днів. Постійно їздив на змагання, відвідував різні секції. Маючи вільний час, активно брав участь у культурному житті, особливо любив він поетичні зустрічі, був глибоким і тонким поціновувачем поезії.
Гітін Фунакосі залишався в Токіо до самої своєї смерті в квітні 1957 року, у віці 89 років.
Гітін Фунакосі опублікував кілька книг про карате, в тому числі, автобіографічну «Карате-До-Нюмон».